# 12581 Ровінь
12581 Ровінь (12581 Rovinj) — астероїд головного поясу, відкритий 8 вересня 1999 року.
Тіссеранів параметр щодо Юпітера — 3,613.